# Bistrica (Dobra)
Bistrica je hrvatska rječica u Karlovačkoj županiji, desni pritok Dobre. Izvire u blizini Gerova Tounjskog. Duga je 4,7 km. Ne protječe ni kroz jedno naselje. U svom toku protječe ispod autoceste A1, koju preko rijeke vodi istoimeni most.